# Verena Hubertz
Verena Hubertz (ur. 26 listopada 1987 w Trewirze) – niemiecka polityk i przedsiębiorca, działaczka Socjaldemokratycznej Partii Niemiec (SPD), deputowana do Bundestagu, od 2025 minister mieszkalnictwa, rozwoju miast i budownictwa w rządzie Friedricha Merza.

## Życiorys
Studiowała zarządzanie przedsiębiorstwem w Hochschule Trier oraz w WHU – Otto Beisheim School of Management w Vallendar. Współtworzyła w Berlinie startup Kitchen Stories, platformę udostępniania wideo. W firmie tej odpowiadała m.in. za sprzedaż, kadry i finanse. Do 2020 pełniła w niej funkcje dyrektora zarządzającego.
W 2010 wstąpiła do Socjaldemokratycznej Partii Niemiec. Zaangażowała się w inicjatywę SPD++, wspierającą cyfrowe formy partycypacji członkowskiej. W wyborach w 2021 po raz pierwszy uzyskała mandat deputowanej do Bundestagu. Z powodzeniem ubiegała się o poselską reelekcję w 2025. W Bundestagu objęła funkcję wiceprzewodniczącej klubu parlamentarnego SPD.
W maju 2025 została powołana na stanowisko ministra mieszkalnictwa, rozwoju miast i budownictwa w utworzonym wówczas rządzie Friedricha Merza.